# Ty Morris
Ty Morris (* 2. Februar 1984 in Millet, Alberta) ist ein deutsch-kanadischer Eishockeyspieler, der seit Mitte 2015 beim EC Peiting in der Oberliga Süd spielt.

## Karriere
Morris begann 2002 bei den St. Albert Saints in der Alberta Junior Hockey League. Nach der Saison wechselte er weiter zu den Swift Current Broncos in die Western Hockey League. Bereits unter der Saison wechselte er ligaintern zu den Vancouver Giants, für die er zwei Jahre spielte und bei denen er im NHL Entry Draft 2003 in der vierten Runde von den Vancouver Canucks ausgewählt wurde.
Seine nächste Station in der WHL waren danach die Red Deer Rebels, von denen er nach einer guten Saison zur Saison 2005/06 in die ECHL zu den South Carolina Stingrays wechselte. In dieser Saison bestritt er außerdem noch ein Spiel für Columbia Inferno, bevor er zur Saison 2006/07 erstmals nach Deutschland zum EC Peiting in die Oberliga wechselte. Obwohl er in dieser Saison Top-Scorer der Peitinger wurde, wurde sein Vertrag nicht verlängert und er begann die neue Saison zunächst mit einem Spiel bei den Victoria Salmon Kings. Doch bereits nach dem ersten Spiel kehrte er nach Deutschland zurück und heuerte bei den Rote Teufel Bad Nauheim an, von denen er aber bereits unter der Saison zum EV Landsberg 2000 in die 2. Bundesliga wechselte. Die Hälfte der Saison 2008/09 spielte Morris zunächst beim TEV Miesbach in der Oberliga, ehe er zu  den Landshut Cannibals in die 2. Bundesliga wechselte.
2012 erhielt er die deutsche Staatsbürgerschaft.
In der Saison 2012/2013 absolvierte er zunächst 2 Spiele für die Ravensburger Towerstars, ebenfalls in der 2. Bundesliga. Am 28. September 2012 bekam er einen Vertrag für eine Dauer von vier Wochen beim EHC Red Bull München in der DEL, der später bis zum Saisonende verlängert wurde.

## Karrierestatistik
(Legende zur Spielerstatistik: Sp oder GP = absolvierte Spiele; T oder G = erzielte Tore; V oder A = erzielte Assists; Pkt oder Pts = erzielte Scorerpunkte; SM oder PIM = erhaltene Strafminuten; +/− = Plus/Minus-Bilanz; PP = erzielte Überzahltore; SH = erzielte Unterzahltore; GW = erzielte Siegtore; 1 Play-downs/Relegation; Kursiv: Statistik nicht vollständig)